# ZKS Stal Rzeszów
Stal Rzeszów – polski wielosekcyjny klub sportowy z siedzibą w Rzeszowie, założony w 1944 roku. Do najbardziej znanych należą: drużyna żużlowa (obecnie 2 Liga) oraz drużyna piłkarska (obecnie I liga).
Żużlowa sekcja klubu od 20 marca 2009 funkcjonuje jako spółka akcyjna: Speedway Stal Rzeszów SA.

## Władze klubu
- Zbigniew Polak (prezes sekcji żużlowej)
- Jacek Szczepaniak (prezes sekcji piłkarskiej)
- Grzegorz Lesiak (prezes sekcji skoków do wody)
- Marek Potępa (prezes sekcji zapaśniczej)
- Elżbieta Guzek (prezes sekcji akrobatyki)

## Stadion
- Stadion Miejski w Rzeszowie
  - pojemność: 13 tys.
  - oświetlenie: 500 lx (murawy stadionu), 900 lx (oświetlenie toru)
  - wymiary boiska: 104 x 66 m
  - długość toru żużlowego: 395 m - krótszy jedynie od torów: w Poznaniu (397 m) i Krośnie (398 m)

## Sukcesy
- Akrobatyka - Punktacja drużynowa - Mistrzostwo Polski Seniorów (2017)[3]
- Żużel - 2x Drużynowe Mistrzostwo Polski (1960, 1961)
- Piłka nożna - Puchar Polski (1975)